# Iso-ritmisch zingen
Iso-ritmisch zingen, niet-ritmisch zingen of zingen op hele noten is een manier van zingen volgens de isoritmie: elke noot (lettergreep) wordt even lang gezongen. Deze manier van zingen is nog gebruikelijk bij veel gemeenten van bevindelijk gereformeerde kerkgenootschappen. In de meeste andere kerkdiensten wordt vrijwel uitsluitend ritmisch gezongen.
Bij de invoering van de wel degelijk ritmische berijming van Petrus Datheen in 1566 hadden veel mensen moeite met het zingen van verschillende noten. Er werd zelfs aanbevolen in de kerk borden op te hangen met daarop aangegeven hoe die ritmisch konden worden gezongen. Daarnaast was er in de kerken vaak een slechte akoestiek en maakte nagalm het lastig een goed ritme aan te houden.
Daarom werd in veel kerken overgeschakeld op iso-ritmisch zingen, het was eenvoudiger om alle noten even lang te zingen. In de loop der tijd vertraagde het tempo van het zingen nog in veel kerken.
De ritmische berijming van 1773 was een aanleiding het ritmisch zingen in de eredienst terug te brengen. Veel kerkenraden grepen de gelegenheid aan om het tempo van het zingen te verhogen, maar in sommige plaatsen was daar veel weerstand tegen. In Vlaardingen en Maassluis kwam het zelfs tot een psalmenoproer en werden een aantal tegenstanders uiteindelijk uit de stad verbannen.
Als reden om te blijven zingen op hele noten wordt vaak genoemd dat het vromer zou zijn omdat men dan meer tijd heeft om over de tekst na te denken. Een Bijbels argument om iso-ritmisch te zingen is er echter niet. Andere redenen die worden aangevoerd zijn traditie en dat mensen die niet willen overgaan op ritmisch zingen zich van de kerk af zouden kunnen wenden. Ook bestaat er de angst dat ritmisch zingen het begin is van meer vernieuwingen zoals het toelaten van opwekkingsliederen of, zoals kerkorganist Kasper Jansen van de Oude Kerk in Putten het verwoordde, "In Putten zeggen ze: het begint met ritmisch zingen en het eindigt met hupsakee en tralala." 